# Seznam iraških pesnikov
Seznam iraških pesnikov.

## A
- Chawki Abdelamir - Sinan Antoon - Sargon Boulus - Fadhil al-Azzawi - Mahmoud al-Braikan - Buland al-Haydari - Anwar Al-Ghassani - Ahmed Al-Waeli

## E
- Abdel Kader el-Janabi -

## J
- Kadhim Jihad - Jamal Jumá -

## K
- Fawzi Karim - Abdulkareem Kasid - Fawzi Karim -

## M
- Khalid al-Maaly - Abdel Rahman al-Majedi - Adnan Mohsen -

## N
- Salah Niazi - Golala Nouri -

## R
- Mouayed al-Rawi -

## S
- Hashem Shafiq - Vivian Slioa - Samuel Shimon - Fadhil Sultani -

## Y
- Saadi Youssef -